# Dubois County Railroad
Die Dubois County Railroad (DCRR) ist eine US-amerikanische Shortline-Eisenbahngesellschaft im Bundesstaat Indiana. Sitz des zum Indiana Railway Museum gehörenden Unternehmens ist Dubois (Indiana).
Ursprünglich hieß die Gesellschaft „The Southern Indiana and Ohio River Railway Company“. 1993 änderte sie ihren Namen und nahm am 14. Juli 1993 auf der vormaligen Norfolk Southern-Strecke Huntingburg (Indiana) bis Dubois den Betrieb auf.
Für den Betriebsdienst stehen eine ALCO S-2 und eine ALCO S-4 zur Verfügung.